# Молотів
Мо́лотів — село в Україні, у Ходорівській громаді Стрийського району Львівської області. Населення становить 140 осіб.

## Водойми
- Річка Дністер
- Стара ріка — притока Дністра

## Історія
У податковому реєстрі 1515 року в селі документується 2 лани (близько 50 га) оброблюваної землі.
На околиці села знаходиться чудова дерев'яна церква Преображення Господнього 1934.

## Політика

### Парламентські вибори, 2019
На позачергових парламентських виборах 2019 року у селі функціонувала окрема виборча дільниця № 460373, розташована у приміщенні приватного будинку.
Результати
- зареєстровано 77 виборців, явка 63,64%, найбільше голосів віддано за «Слугу народу» — 34,69%, за «Європейську Солідарність» — 28,57%, за «Голос» — 10,20%.[3] В одномандатному окрузі найбільше голосів отримав Андрій Кіт (самовисування) — 67,35%, за Володимира Наконечного (Слуга народу) — 18,37%, за Андрія Гергерта (Всеукраїнське об'єднання «Свобода») — 6,12%[4].

## Видатні місця
- Святе озеро — по той бік річки Дністер від села. Глибину цього озера ще й по нинішній час не можуть достеменно визначити.
- Гора з конячою головою — в ній опришки ховали скарби.

## Відомі уродженці
- Степан Качараба (нар. 1958) — український історик, краєзнавець, доктор історичних наук (2003), професор (2004), завідувач кафедри нової та новітньої історії зарубіжних країн історичного факультету Львівського національного університету імені Івана Франка.
- Марія Гук-Щербатих (нар. 1952 — пом. 2017) — українська поетеса, дружина українського барда Станіслава Щербатих, також відомого як Тризубий Стас.